# نهر أبونا
نهر أبونا ( (بالإسبانية: Río Abuná)‏ ، (بالبرتغالية: Rio Abunã‏) ) هو نهر في أمريكا الجنوبية. كجزء من حوض الأمازون ، فإنه يشكل جزءًا من الحدود بين شمال بوليفيا وشمال غرب البرازيل.
يبلغ طول النهر الكلي 375 كيلومتر (233 ميل). ينبع من عدة تيارات شرق كورديليرا أورينتال الأنديز في بيرو. النهر للملاحة لنحو 320 كيلومترا (200 ميل) في الجزء الشمالي الشرقي السفلي. في مانوا، تنضم إلى ريو ماديرا، أحد روافد الأمازون. مقابل مصب النهر توجد بلدة أبونا على الجانب البرازيلي من ملتقى.